# Hilyotrogus longiclavis
Hilyotrogus longiclavis är en skalbaggsart som beskrevs av Bates 1893. Hilyotrogus longiclavis ingår i släktet Hilyotrogus och familjen Melolonthidae. Inga underarter finns listade i Catalogue of Life.